# Pierre Elliott Trudeau
Pierre Elliott Trudeau, né le 18 octobre 1919 à Outremont (Québec) et mort le 28 septembre 2000 à Montréal (Québec), est un homme d'État canadien. Il exerce la fonction de premier ministre du Canada à deux reprises : du 20 avril 1968 au 4 juin 1979, puis du 3 mars 1980 au 30 juin 1984, sous la bannière du Parti libéral. Par sa longévité politique et l'importance des changements qu'il a mis en œuvre, il est certainement la figure politique canadienne la plus importante de la seconde moitié du XXe siècle. En tant que ministre de la Justice sous Lester B. Pearson, il fait adopter le Bill omnibus qui légalise le divorce et décriminalise l'avortement et l'homosexualité, considérant que « l'État n'a rien à faire dans les chambres à coucher de la nation ».
Alors qu'il est premier ministre, le Canada établit des relations avec la Chine communiste en 1970, puis avec Cuba en 1976. C'est également sous son mandat que la peine de mort est abolie. Il est le principal artisan du rapatriement de la Constitution du Canada de 1982, événement qui suscite encore aujourd'hui la controverse surtout chez les nationalistes et les souverainistes québécois. Pierre Elliott Trudeau influence fortement la politique canadienne par diverses interventions. Son caractère flamboyant et intellectuel sert à rehausser la visibilité du Canada sur la scène mondiale. Il est également un homme dont l'héritage est souvent critiqué : sur le plan économique, le déficit des finances publiques canadiennes se creuse pendant l'administration de Trudeau.
Au Québec, les nationalistes et les souverainistes lui reprochent son implication dans ses nombreuses attaques réussies au mouvement indépendantiste québécois tandis que son Programme énergétique national crée un fort ressentiment dans l'Ouest canadien.
Son fils Justin Trudeau exerce également la fonction de premier ministre du Canada de 2015 à 2025.

## Biographie

### Jeunesse
Pierre Elliott Trudeau naît le 18 octobre 1919 à Outremont, sur l'île de Montréal, fils d’un entrepreneur canadien-français gestionnaire de stations-service, Charles-Émile Trudeau (1887–1935), et de Grace Elliott (1890–1973), née d'un père canadien-anglais et d'une mère canadienne-française. Il est baptisé Joseph Philippe Pierre Yves Elliott Trudeau le 20 octobre 1919 en l'église Saint-Viateur d'Outremont : pour l'occasion, son parrain est son grand-père Joseph Trudeau, agriculteur rentier de Saint-Rémi, et sa marraine est sa grand-mère Malvina Cardinal.
Pierre Trudeau est le deuxième d’une famille de trois enfants. Sa sœur aînée est Suzette (1918–2008) et son frère cadet est Charles junior (1922–1994). Trudeau naît peu de temps après que son père eut fondé l’Automobile Owner’s Association : c'est dans les tensions financières et la crainte de voir l'entreprise sombrer dans la faillite qu’il vit les premières années de sa vie. Il fait ses études primaires à l’académie Querbes, puis va au collège Jean-de-Brébeuf pour ses études secondaires. Durant ces années, le réseau de stations-service Champlain de son père prospère jusqu’à ce qu’il le vende pour la somme de 1,4 million de dollars à l’Imperial Oil. À partir de ce moment, les Trudeau peuvent vivre dans un certain confort financier.
À cette époque, Pierre est un enfant fragile et timide, n’ayant pas encore développé la confiance en soi et l'excentricité qui feront sa marque des années plus tard, lors de sa carrière politique. Son père sait comme il est difficile à l’époque de prospérer pour un Canadien français. Il entreprend donc de rendre son fils plus sûr de lui, l’incitant à pratiquer la gymnastique suédoise, la crosse, le hockey. Pierre s’habitue au caractère exubérant de son père.
En avril 1935, Charles-Émile Trudeau meurt à 47 ans d'une pneumonie. Pierre, alors âgé de 15 ans, en est profondément bouleversé. Il adopte alors un comportement outrancier, insolent, provocant et imprévisible avec ses amis, sans doute pour masquer son désarroi. Avec sa famille, il reste l’adolescent poli et discret qu’il a toujours été. Comme pour se détacher de son père, il délaisse les activités populaires qu’il pratiquait plus jeune pour se lancer dans des cours de diction et des sports solitaires.
À la sortie du collège Jean-de-Brébeuf, il s’inscrit à la faculté de droit de l’Université de Montréal. Il trouve les cours ennuyeux et inutiles, ce qui lui fait dire que l’étude du droit au Québec dans les années 1940 ne mène qu’à « une vie minable parmi des gens incapables d’aligner deux idées ». Il finit toutefois ses cours et entreprend de pratiquer le droit comme avocat stagiaire.

### Départ du Canada
Mais son désintérêt pour la profession d'avocat conjugué au climat social déplaisant qui régnait à cette époque au Québec et la peur d'être conscrit au sein de l'armée canadienne (au moment de la crise de la conscription) l’amènent à quitter le Canada en septembre 1944. Alors âgé de 24 ans, Trudeau décide de faire une maîtrise en économie politique à l’Université Harvard au Massachusetts. Après la guerre, il est étudiant au sein du nouvel Institut d'études politiques de Paris, qui a remplacé l’École libre des sciences politiques de Paris. Un an après, il part en Angleterre étudier à la London School of Economics. Il y suit les cours du haut dirigeant du Parti travailliste anglais, Harold Laski, et devient grâce à ce professeur, adepte à cette époque des idées socialistes. Puis, ne trouvant toujours pas sa place dans la société, il entreprend un tour du monde.

### Retour au Québec
Trudeau revient au Québec en 1949. Maurice Duplessis était alors premier ministre du Québec et la province s’industrialisait en dépendant des investissements américains. À son retour, une grève illégale éclate à Asbestos (les mineurs de l’amiante exigeaient de meilleures conditions de travail) et Trudeau décide d’accompagner le journaliste Gérard Pelletier, qui se rendait à Asbestos suivre les événements pour le compte du journal Le Devoir. Très rapidement, Pierre prend parti pour les manifestants par des discours virulents qui attirent l’attention du chef syndical Jean Marchand et lui valent aussi d’être brièvement détenu par la police locale. Puis, sa passion pour la politique le conduit à postuler pour un poste de cadre de la fonction publique fédérale à Ottawa : il obtient le poste, devenant ainsi attaché au conseil privé pendant un an (jusqu’en 1951).
Puis, il se joint à Cité libre, une revue attaquant Maurice Duplessis et le clergé catholique conservateur du Québec. L’auteur principal de cette revue était Gérard Pelletier, qui devient un des plus grands collaborateurs et amis de Trudeau, qui publie donc dans Cité Libre et dans le journal Le Devoir plusieurs articles suggérant des réformes sociales et une plus grande égalité. Puis, en 1956, Trudeau coordonne la publication du livre La grève de l’Amiante. Trois ans plus tard, il reçoit la médaille du président de l’Université de Western Ontario pour le meilleur essai savant de l’année : Some Obstacles to Democracy in Québec.
En septembre 1959, Maurice Duplessis meurt, et le 22 juin 1960, les libéraux provinciaux de Jean Lesage prennent le pouvoir. Trudeau devient alors professeur de droit constitutionnel à la Faculté de droit de l'Université de Montréal.

### La Ligue des droits de l'homme
En 1963, Pierre Trudeau, Gérard Labrosse, J. Z. Léon Patenaude et Jacques Hébert fondent la Ligue des droits de l'homme, nommée par la suite la Ligue des droits et libertés.

### Saut en politique
Très vite, Trudeau se lance dans la politique fédérale en se présentant comme candidat pour le Parti libéral du Canada dirigé par Lester B. Pearson. Aux élections de 1965, il est élu député de Mont-Royal au sein d'un gouvernement libéral minoritaire. Pearson le choisit alors pour être son secrétaire parlementaire.
En 1967, toujours sous Pearson, Trudeau devient ministre fédéral de la Justice. Du 27 au 30 novembre de la même année, Pearson organise une conférence constitutionnelle des premiers ministres des provinces où Trudeau domine largement les débats, ce qui accroît sa popularité. En décembre, Trudeau dépose un projet de loi légalisant l’avortement, le divorce et l’homosexualité. En conférence de presse, il prononce, pour justifier son point de vue, une citation qui restera célèbre : « L’État n’a rien à faire dans les chambres à coucher de la nation. »

### Candidature à la direction du Parti libéral
À la fin de 1967, Pearson annonce son départ de la vie politique. Trudeau pose sa candidature à la direction du Parti libéral. La course voit s'affronter 10 aspirants dont les principaux sont, outre Trudeau : Mitchell Sharp (ministre des Finances), Paul Hellyer (ministre des Transports), Paul Martin père (secrétaire d'État aux Affaires extérieures), Robert Winters (ministre de l'Industrie et du Commerce) et John Turner qui, à trente-huit ans, est le plus jeune des candidats.
La convention se déroule à Ottawa du 3 au 6 avril 1968. Le dernier jour, Trudeau remporte, difficilement (au 4e tour contre Robert Winters), la course à la chefferie du Parti libéral du Canada. Il devient par le fait même le quinzième premier ministre du Canada, depuis 1867. Il est assermenté le 20 avril.

### Résultats électoraux
Si on exclut un bref intermède de neuf mois pendant lequel le Canada est dirigé par un gouvernement minoritaire progressiste-conservateur mené par Joe Clark, Pierre Eliott Trudeau sera à la tête du gouvernement fédéral pendant 16 ans, d'avril 1968 à juin 1984. Seuls, Mackenzie King et John A. Macdonald ont exercé la fonction de premier ministre plus longtemps que Pierre Elliott Trudeau.
Moins de trois mois après être devenu chef de son parti, Trudeau remporte son premier combat électoral lors du scrutin du 25 juin 1968, qui voit l'élection d'un gouvernement libéral majoritaire : 155 députés libéraux contre 72 pour le parti progressiste-conservateur de Robert Stanfield, 22 pour le Nouveau Parti démocratique dirigé par Tommy Douglas et 14 pour le Ralliement créditiste de Réal Caouette.
Les élections suivantes ont lieu le 30 octobre 1972. Cette fois, les libéraux se retrouvent à la tête d'un gouvernement minoritaire, avec seulement 109 sièges contre 107 pour les députés du parti progressiste-conservateur. La balance du pouvoir appartient aux 31 députés néo-démocrates, dont le chef est maintenant David Lewis.
À la suite d'un vote de défiance, de nouvelles élections sont déclenchées au début de l'été 1974. Au scrutin du 8 juillet, les libéraux font élire 141 députés contre 95 progressistes-conservateurs, 16 néo-démocrates et 11 créditistes. Ils sont à nouveau majoritaires.
Au cours des années qui suivent, les autres partis fédéraux élisent de nouveaux chefs : Joe Clark au parti progressiste-conservateur, Ed Broadbent chez les néo-démocrates et Fabien Roy chez les créditistes. Lors des élections du 22 mai 1979, les libéraux perdent le pouvoir et c'est le parti progressiste-conservateur qui forme le gouvernement. Mais celui-ci est minoritaire (136 députés conservateurs, 114 libéraux, 26 néo-démocrates, 6 créditistes) et ne reste en poste que pendant neuf mois. Les libéraux regagnent le parlement lors des élections du 18 février 1980 et disposent d'une majorité confortable : 147 libéraux, 103 progressistes-conservateurs et 32 néo-démocrates.
Le 29 février 1984, Trudeau annonce son intention d'abandonner la vie politique. Il quitte ses fonctions quatre mois plus tard.

### Trudeau et le souverainisme québécois
Dès qu’il est élu premier ministre, Trudeau s’applique à faire du Canada un véritable pays pluraliste en s'inspirant grandement des politiques du Royaume-Uni en matière d'immigration et en tentant de rassembler les deux principales collectivités fondatrices du pays, parfois surnommées les deux solitudes. Un des gestes notoires qu’il fait dans cette direction est d’adopter la Loi sur les langues officielles, valable uniquement pour les services fédéraux, officialisant par le fait même le caractère bilingue du Canada, en obligeant les institutions fédérales à offrir des services en anglais et en français à la grandeur du pays, tout en créant le poste de commissaire aux langues officielles. Bien qu'en apparence uniquement positives, ces deux mesures, la politique d'immigration et celle de la langue demeurent controversées puisqu'elles ont servi à affaiblir le nationalisme québécois et suscitent des craintes chez les anglophones qui prônent l'unilinguisme.
Pierre Trudeau est mu avant tout par un « antinationalisme viscéral » à l'égard du Québec. Selon lui, il faut refonder le Canada en prenant pour modèle une citoyenneté cosmopolite exemplaire, affranchie de ses origines historiques. Le Canada se définit par son multiculturalisme, dans un pays où l'histoire ne fonde rien.
Trudeau et l'historien antinationaliste Fernand Ouellet se sont intellectuellement influencés à plusieurs reprises dans leurs écrits et idées contre l'indépendance du Québec, notamment leur conception anticléricale et non-idéalisée de l'histoire du Québec.
En 2021, il est révélé par les archives du département d'État américain que Trudeau avait essayé en 1976 de concerter une crise économique au Québec, ayant même considéré de créer artificiellement un chômage allant jusqu'à 20 % en incitant des compagnies à déménager des emplois hors du Québec. L'objectif était de « rendre la vie impossible » aux partis politiques souverainistes. Notons que ces archives touchent à toutes sortes de sujets allant de la comédie et des idées farfelues aux choses plus sérieuses.
En 2023, un article paru dans une revue spécialisée de l'Université du Nouveau-Brunswick, Intelligence & National Security, révèle la création par le cabinet Trudeau en 1971 d'une unité ultra-secrète d’espionnage contre des souverainistes québécois, dont certains avaient appuyés les terroristes du Front de libération du Québec en octobre 1970, appelée « FAN TAN », ou « groupe Vidal » (du nom de Claude Vidal, chef des opérations). L'unité est dissoute en 1972 à la demande de John Starnes, commissaire de la GRC, qui craignait la réaction du public s'il venait à apprendre l'existence de « FAN TAN ». Nombre d'activités de ce groupe policier, qui opérait hors du système de renseignement officiel canadien et ne rendait des comptes uniquement qu'au premier ministre Trudeau et à son bureau, sont toujours gardées secrètes dû aux nombreux extraits caviardés dans les archives,.

#### Crise d'Octobre
Une minorité de Québécois a déjà commencé à revendiquer l’indépendance de leur province dès le début des années 1960. Au moment où le général de Gaulle visite le Québec, à la mi-année 1967, le parti légaliste le plus important en faveur de l'indépendance est le Rassemblement pour l'indépendance nationale , mouvement politique fondé en 1965 et qui sera par la suite la base de la fondation du Parti québécois (PQ), fondé notamment par l'homme politique René Lévesque. Les plus extrémistes des indépendantistes formèrent le Front de libération du Québec (FLQ), qui cherche à promouvoir la souveraineté québécoise de façon rapide et, au besoin, par des actes radicaux et criminels. En octobre 1970, des membres du FLQ enlèvent le diplomate britannique James Richard Cross et le ministre provincial du Travail, Pierre Laporte. Certains de ses membres seront responsables de la mort de Pierre Laporte survenue pendant sa détention. D'autres confectionnent depuis 1963 des bombes artisanales qu’ils déposent dans des boîtes aux lettres de quartiers anglophones de Montréal, visant aussi un symbole fédéraliste, la poste canadienne, qui est un service public fédéral. À la demande du premier ministre du Québec (Robert Bourassa) et du maire de la ville de Montréal (Jean Drapeau), Trudeau met à la disposition du gouvernement du Québec l'armée, qui patrouille dans les rues avec des engins blindés, pour appuyer les forces policières, et proclame la Loi sur les mesures de guerre. La Loi sur les mesures de guerre met en suspens l'application de la Déclaration canadienne des droits de l'homme et accorde aux autorités des pouvoirs étendus, dont celui de procéder à des arrestations et à des détentions soi-disant préventives. Sous cette loi, les policiers procèdent à plus de 400 arrestations arbitraires (dont celle d'Andrée Ferretti, Pauline Julien, Gaston Miron et Gérald Godin) et injustifiées, qui ne débouchèrent sur aucune accusation, malgré une détention incommunicado de plusieurs semaines dans certains cas.

## Prises de position

### Abolition de la peine de mort
En 1976, le gouvernement Trudeau dépose devant le Parlement fédéral le projet de loi C-84 abolissant la peine capitale au Canada. Le premier ministre Trudeau prononce un discours passionné à l'appui du projet, qui est finalement adopté par 130 voix contre 124 à la mi-juillet.

### Relations avec Cuba
En 1976, Pierre Elliott Trudeau fait à Cuba l'une des premières visites d'État d'un dirigeant occidental pendant l'embargo imposé par les États-Unis. Il apporte 4 millions de dollars d'aide canadienne et offre un prêt de 10 millions supplémentaires. Dans son discours, Trudeau déclare : « Longue vie au commandant en chef Fidel Castro. Longue vie à l'amitié cubano-canadienne. » L'amitié entre les deux hommes se poursuit après le retrait du premier ministre de ses fonctions et Trudeau se rend à de nombreuses reprises sur cette île dans les années 1980 et 1990. Castro fait le déplacement au Canada en 2000 à Montréal (Québec) pour assister à ses funérailles. Ce fut d'ailleurs l'une des très rares fois où Castro n'a pas revêtu son traditionnel uniforme militaire vert pour une fonction officielle.

### Référendum de 1980
L'un des adversaires les plus déterminés de Trudeau est l'ancien ministre libéral provincial René Lévesque. Il fonde le Parti québécois avec lequel il remporte les élections de 1976. Le Parti québécois se déclare en faveur d'une souveraineté-association du Canada. Les deux hommes s'invectivent lors de leur rencontre, au cours des conférences entre la partie fédérale et les provinces. René Lévesque instaure la Loi 101 en 1977, reproclamant le français seule langue officielle au Québec.
Le véritable affrontement arrive avec l’annonce du référendum sur la souveraineté-association. Le 1er novembre 1979, le gouvernement péquiste publie son livre blanc, véritable plate-forme référendaire, et annonce la tenue d’un référendum imminent. Claude Ryan, alors chef de l’Opposition officielle à Québec et chef du Parti libéral provincial, conclut alors avec René Lévesque que le fédéral ne devrait pas intervenir dans la campagne : Ryan serait donc le chef du Non. Les libéraux provinciaux composent un document nommé Une nouvelle fédération canadienne, sur lequel ils voulaient se baser pour la campagne référendaire.
Les libéraux fédéraux, constatant les difficultés éprouvées par leurs collègues provinciaux et pensant que le Oui allait l'emporter, viennent leur prêter main-forte. Trudeau discute longuement avec Ryan et le convainc d’oublier son livre beige (surnom donné au document Une nouvelle fédération canadienne). Puis il nomme Jean Chrétien, alors ministre de la Justice, responsable de campagne contre le référendum proposé par le gouvernement provincial. Celui-ci compose une équipe de gestion de crise installée au Bureau des relations fédérales-provinciales (BRFP), qui est une structure fédérale. Graduellement, Monsieur Chrétien prend la tête du camp du Non, ouvrant la contre-attaque fédérale au référendum.
Le camp du Non avait l’avantage de pouvoir compter sur les premiers ministres des provinces anglophones, qui affirment un à un qu’il n’était pas question que leur province ait une quelconque association économique (comme le suggérait René Lévesque) avec un Québec indépendant : on le considérerait comme un pays étranger. Des ministres fédéraux interviennent aussi pendant la campagne en faveur du Non : par exemple, Monique Bégin, ministre de la Santé nationale et du Bien-être social, fait accompagner le chèque d’allocations familiales destiné aux familles résidant au Québec d’un inséré bilingue au sujet de l'alcool sur la santé : « Non merci : ça se dit bien ». Ce slogan est interprété comme pouvant être à double sens. À la mi-avril, Trudeau profite du discours du Trône pour contrer les arguments du Oui et lancer un appel au fédéralisme. Puis, il se lance dans une tournée au Québec où il prononça trois de ses plus grands discours.
Trudeau fait son dernier discours sur le référendum le 14 mai au centre Paul Sauvé à Montréal. Il y défend passionnément le fédéralisme canadien, accusant René Lévesque de tromper les souverainistes et d’être illogique. Puis il se défend de l’insulte que ce dernier lui avait adressée six jours plus tôt l'accusant de porter un nom partiellement anglophone, celui d'Elliott, ce qui aurait expliqué son engagement en faveur du Non.
Le 20 mai 1980 s’est déroulé le référendum : 59,56 % des Québécois ont voté Non et seulement 40,44 % Oui.

### Rapatriement de la Constitution du Canada

Les dirigeants des États membres du G7 de 1983 devant le capitole de Williamsburg. De gauche à droite : Pierre Trudeau, Gaston Thorn, Helmut Kohl, François Mitterrand, Ronald Reagan, Yasuhiro Nakasone, Margaret Thatcher et Amintore Fanfani.

Le 21 mai 1980, Trudeau déclare à la Chambre des communes qu’il va rapatrier et renouveler la Constitution canadienne dont les éléments clés sont les Actes de l'Amérique du Nord britannique (A.A.N.B.). (La Constitution ne tient pas en un seul document ; elle se compose d'un ensemble de lois et de décrets britanniques et de la Loi constitutionnelle de 1982, qui est la dernière loi canadienne adoptée par le Parlement britannique.) Le soir même, Jean Chrétien s’envole vers les capitales provinciales pour sonder l’avis des provinces. Il ne rencontre que neuf premiers ministres, puisque René Lévesque refuse de le rencontrer. Trudeau désigne Michael Kirby, un professeur d’informatique ignorant tout de la Constitution, mais habile dans l’art des compromis, adjoint exécutif du Bureau des relations fédérales-provinciales (BRFP). Ainsi, Kirby devait seconder Chrétien.
Le 9 juin 1980, le premier ministre du Canada rencontre les premiers ministres des provinces à sa résidence officielle, à Ottawa, et ils établissent une liste de douze points à inclure dans les discussions constitutionnelles dont le rapatriement de l’A.A.N.B. actuel, un préambule, une formule d’amendement et une Charte canadienne des droits et libertés. Le seul compromis auquel on parvient est la mise sur pied du Comité ministériel permanent sur la Constitution. Ce comité se réunit quatre fois durant l’été 1980 sans apporter de résultats concrets pour en venir à un succès constitutionnel.
En septembre 1980, Trudeau convoque une conférence constitutionnelle des premiers ministres fédéral et provinciaux. L’Ontario et le Nouveau-Brunswick appuient le rapatriement de la Constitution du Canada, mais le refus des huit autres provinces rend à peu près impossible toute négociation. Trudeau annonce donc, le 2 octobre, qu’il tentera de rapatrier la Constitution unilatéralement. Ainsi, il manifestait son intention de faire voter à la Chambre des communes et au Sénat une résolution demandant au Parlement de Londres d’adopter les modifications qu’il proposait à l’A.A.N.B. Des députés réclament aussitôt la tenue d’audiences parlementaires sur le sujet. Trudeau doit donc créer la Commission Hays-Joyal, ce qui ralentit beaucoup son plan, mais a au moins l’effet positif de légitimer le processus en cours et de prouver son utilité. En effet, plusieurs groupes de citoyens viennent aux audiences affirmer l’importance d’intégrer ceci ou cela à la Charte canadienne des droits et libertés, ce qui en souligne la nécessité.
Entretemps, les premiers ministres provinciaux se concertent. Ils se rencontrent d’urgence le 14 octobre. Richard Hatfield (premier ministre du Nouveau-Brunswick) et Bill Davis (premier ministre de l'Ontario) sont seuls à se montrer favorables à la mesure unilatérale mise en avant par Trudeau. Les huit autres provinces se liguent contre le projet pour former ce qu’on appelle la « bande des huit ». Elles conviennent d’une stratégie reposant essentiellement sur la contestation du projet fédéral devant les tribunaux et devant le gouvernement britannique.
C’est dans ce contexte qu’une délégation canadienne se rend à Londres pour exposer ses exigences au Parlement. Margaret Thatcher, alors première ministre du Royaume-Uni, avait précédemment assuré Trudeau de son soutien, mais l’opposition de certains députés britanniques ralentit le projet. Les provinces dissidentes en profitent pour aller à Londres rallier ainsi des députés à leur cause. Le gouvernement québécois nomme Gilles Loiselle, souverainiste convaincu, à la Québec House. Ce dernier établit une liste de députés susceptibles de s’opposer au rapatriement de la Constitution du Canada et les invite à de grands banquets payés par la délégation du Québec à Londres. Il va même jusqu’à divulguer des informations confidentielles à un député travailliste pour qu’il sollicite une étude de la proposition canadienne par le comité des affaires extérieures. Cela mène à la Commission Kershaw, qui sera chargée d’analyser la proposition fédérale canadienne. Les « fédéraux », soutenant que seule leur proposition était bonne et que les provinces n’avaient aucune raison de la contester, la boycottent. Cette commission accorde donc naturellement son appui aux provinces, en affirmant que « le Parlement britannique ne saurait accepter inconditionnellement la validité constitutionnelle de n’importe quelle demande émanant du Parlement canadien sans une large approbation de provinces ».
En février 1981, Jean Chrétien dépose une nouvelle version du projet gouvernemental sur la Constitution, à la suite des recommandations de la Commission Hays-Joyal. Les modifications suggéraient entre autres des garanties plus élevées afin que les libertés individuelles soient respectées. Les provinces, quant à elles, fières de leur succès londonien, mettent en branle la deuxième phase de leur stratégie : la contestation devant les tribunaux. Elles choisissent trois tribunaux provinciaux pour défendre leur cause : la Cour d’appel du Manitoba, la Cour suprême de Terre-Neuve et la Cour d’appel du Québec. C’est la Cour d'appel du Manitoba qui se prononce en premier, donnant raison au « fédéral ». La joie des trudeauistes est toutefois de courte durée puisque le 31 mars, la Cour suprême de Terre-Neuve déclare que le gouvernement fédéral « n’était pas habilité à présenter un amendement qui affecterait directement les dispositions de l’A.A.N.B. touchant les relations fédérales-provinciales... sans avoir obtenu l’accord préalable des provinces. » Ainsi, puisqu’un tribunal donnait raison aux provinces, bien que la Cour d’appel du Québec ait elle aussi statué en faveur du fédéral peu après, le gouvernement fédéral fut contraint de demander à la Cour suprême du Canada de se prononcer sur la constitutionnalité de la proposition du rapatriement unilatéral de Trudeau.
Pendant cinq jours, de fin avril à début mai 1981, les juges fédéraux écoutent les différents partis. Puis, il leur faut cinq mois pour rendre leur arrêt. Le 28 septembre suivant, les juges annoncent finalement qu’à 6 voix contre 3, ils sont en faveur de la thèse des provinces que tout amendement exige leur accord substantiel (et non unanime). Toutefois, ils sont à 7 voix contre 2 d’avis qu’il était parfaitement légal d’expédier la proposition de Trudeau à Londres, bien que cela soit, selon eux, inconstitutionnel au sens des conventions. Ils donnent en partie raison à la fois aux provinces et au « fédéral » pour les inciter à reprendre les négociations. Trudeau consent donc à organiser une ultime conférence, à tenter une dernière fois d’arriver à un accord avec la « bande des huit ».
Le 2 novembre 1981 s’ouvre à Ottawa la conférence constitutionnelle de 1981 dite de la dernière chance des premiers ministres fédéral et provinciaux. Cette fois-ci, les deux partis sont prêts à négocier ; le premier ministre de l’Ontario, qui est en faveur du rapatriement, consent à se départir du traditionnel droit de veto que possédaient sa province et le Québec dans le projet initial du rapatriement de la Constitution du Canada. Il propose aussi le lendemain que les provinces acceptent une partie de la Charte canadienne des droits et libertés ; en échange le « fédéral » accepterait la formule d’amendement de Vancouver du 16 avril 1981 de la « bande des huit » provinces dissidentes qui oblige un vote des deux tiers des provinces comme prérequis à toute modification constitutionnelle. À la grande surprise des observateurs politiques canadiens et québécois, Trudeau rejette cette proposition d'une charte émasculée mais se dit prêt à accepter la formule de Vancouver en échange de toute la charte. À ce moment-là, les provinces refusent ce compromis et ce troc.
C’est le 4 novembre 1981 que la dynamique change réellement. En effet, dans la matinée, Pierre Trudeau suggère aux provinces un référendum national sur le rapatriement de la Constitution, chose à laquelle les provinces s’étaient toujours opposées ; René Lévesque accepte. Il faut quelques heures aux péquistes pour se rendre compte de l’erreur monumentale que leur chef avait commise. Ce dernier avait contrevenu à une règle primordiale de la « bande des huit » : se consulter avant de changer de position. Pour les sept autres provinces dissidentes, ce fut comme si René Lévesque avait conclu un accord avec Pierre Trudeau et elles aussi s'empressèrent de parlementer avec le « fédéral » de peur d’être mises de côté lors d’une éventuelle entente d’autant plus qu’elles se rendirent compte que René Lévesque voulait davantage bloquer et saboter que négocier de bonne foi toute forme d’entente sur le rapatriement.
Cet après-midi-là, Jean Chrétien prépare alors une nouvelle proposition avec le procureur de la Saskatchewan, Roy Romanow, et le procureur de l'Ontario, Roy McMurtry, qui inclut la formule d’amendement de la « bande des huit » dite de Vancouver, la possibilité pour les provinces de se retirer d’un programme fédéral pour le remplacer par un programme provincial, mais sans compensation financière d’Ottawa, et la charte des droits avec une disposition dérogatoire : c'est l'Accord de la cuisine. Des fonctionnaires de plusieurs délégations provinciales, sauf celles du Québec, du Nouveau-Brunswick et du Manitoba notamment, se rencontrent par la suite avec celle de la Saskatchewan à l'hôtel Château Laurier pour analyser certains points de l'Accord de la cuisine de Jean Chrétien, Roy Romanow et Roy McMurtry qui devient alors la proposition Peckford, en l'honneur du premier ministre Brian Peckford de Terre-Neuve qui a joué un certain rôle dans ces négociations. Ils se mettent tous d’accord et Pierre Trudeau, bien que réticent au début, pense aussi à donner son accord lorsque Bill Davis, premier ministre de l'Ontario, l’appelle pour lui annoncer les clauses sur lesquelles se sont mises d’accord les provinces en majorité. Dans la soirée du 4 novembre 1981 ou « soirée du rapatriement », des premiers ministres des provinces anglophones ou leurs représentants s'entendent ainsi en l'absence notamment de René Lévesque sur la proposition Peckford. Le matin du 5 novembre, le premier ministre Brian Peckford de Terre-Neuve présente alors la proposition qui porte son nom à la conférence constitutionnelle et, après quelques modifications mineures, tous les premiers ministres, sauf celui du Québec, ratifient finalement l'Accord constitutionnel du 5 novembre 1981.
Ainsi, durant la matinée de la dernière journée de la conférence, René Lévesque déclara qu’il ne pouvait pas accepter le projet d’accord pour trois raisons.
Pierre Trudeau avait alors suggéré de discuter de ce problème pour voir s’il n’était pas possible de régler ces trois points et trouver un compromis.
Mais les délégués du Québec avaient déjà décidé de ne rien signer et de partir en claquant la porte. Selon René Lévesque, bien plus que le contenu, c’est le procédé qui était intolérable pour le Québec.
La délégation québécoise rentre donc chez elle en se sentant quelque peu trahie par les agissements des autres provinces de la « bande des huit » lors de la soirée précédente.
En conclusion, pas de propositions, pas de négociations, pas de compromis de la part du Québec. Finalement, un rapatriement sans le Québec.

## Vie privée
Pierre Trudeau, alors premier ministre, épouse le 4 mars 1971, à Vancouver, Margaret Sinclair, qu'il a rencontrée à Tahiti. Il a trente ans de plus qu'elle. Le mariage est célébré en secret et n'est révélé que quelques jours plus tard. Ils ont ensemble trois enfants : Justin, né en 1971 ; Alexandre (en), né en 1973 ; Michel, né en 1975 et décédé à vingt-trois ans, le 13 novembre 1998, dans une avalanche survenue au lac Kokanee, en Colombie-Britannique. Les conjoints se séparent en 1977 puis divorcent en 1984.
Trudeau a également une fille nommée Sarah Elisabeth Coyne, née en 1991, de sa relation avec l'avocate constitutionnaliste Deborah Coyne,.
Catholique pratiquant tout au long de sa vie, avec une tendance progressiste et laïque, Trudeau puisait sa spiritualité dans trois traditions philosophiques catholiques, selon l'ancien président de l'Université Saint-Thomas Michael W. Higgins : celle des Jésuites (basée sur l'amour de la logique et de l’argumentation), celle des Dominicains et la contemplation des Bénédictins. À la suite de la découverte de la méditation transcendantale de Maharishi Mahesh Yogi, il a commencé à pratiquer la méditation. Il prenait régulièrement des retraites à l'abbaye Saint-Benoît-du-Lac.
Il pratiquait le judo et durant son mandat comme premier ministre, il a reçu un grade honorifique lors de sa visite au Japon.

## Retraite
Trudeau quitte officiellement la politique le 30 juin 1984. Il retourne ainsi à Montréal, sa ville natale et se consacre à la pratique du droit pour diverses entreprises privées. De plus, il voyage un peu partout dans le monde, comme il le fit toute sa vie.
En 1987, lorsque le premier ministre du Canada, Brian Mulroney, présente aux Canadiens l'Accord constitutionnel du lac Meech, Trudeau reprend la parole sur la place publique. Dans une lettre publiée dans La Presse du 27 mai 1987, il critique avec véhémence cet accord qui, selon lui, rendrait le Canada complètement impotent. Il répond à ses détracteurs dans une seconde lettre dans le même journal le 10 mars 1989. Durant les négociations et avant le référendum relatif à l'Accord de Charlottetown, il fait également paraître dans L'Actualité d'octobre 1992 deux missives: « Le chantage québécois » et « De la pauvreté de la pensée nationaliste au Québec ».
Pierre Elliott Trudeau doit cependant se taire et demeurer complètement absent lors du second référendum sur l'indépendance du Québec tenu le 30 octobre 1995. Si, lors de la signature des deux accords précités, il avait réussi avec de puissants discours à influencer l'opinion publique du Canada, cette fois-ci, en toute logique, une majorité fédéraliste considère qu'il ne pouvait qu'enflammer le débat au Québec et peut-être même favoriser le choix souverainiste. Le samedi 3 février 1996 toutefois, il attaque vivement dans La Presse Lucien Bouchard, premier ministre du Québec : il lui reproche d'avoir trompé les Québécois avec des mensonges durant la campagne référendaire en ayant entre autres dénaturé l'histoire politique de la province et en ayant semé la discorde dans la population au Québec. Pierre Trudeau infirme certaines affirmations tenues par Lucien Bouchard entre le 14 et le 27 octobre 1995 relatives à des querelles sur la Constitution du Canada.

## Mort et funérailles

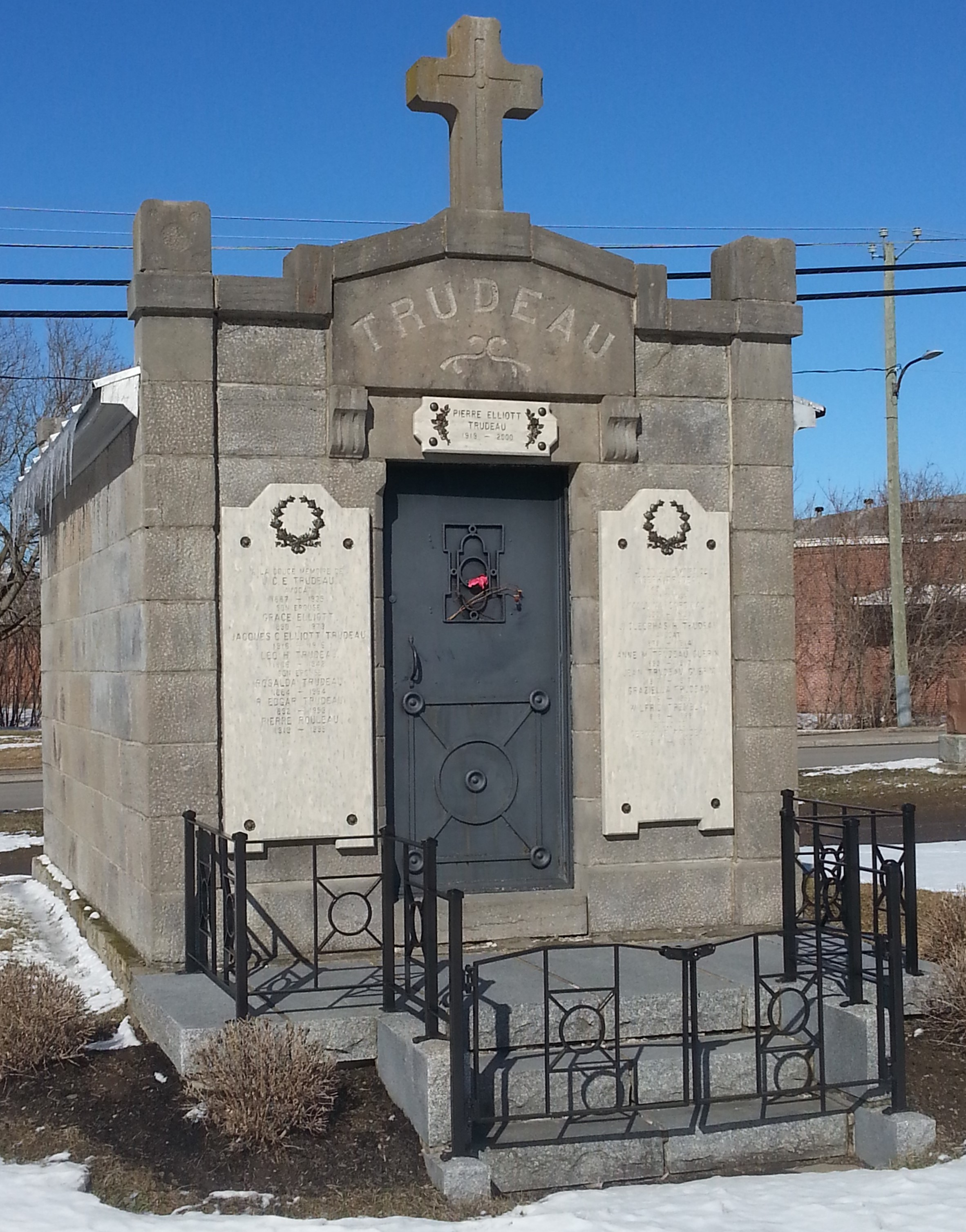
Crypte familiale des Trudeau au cimetière de Saint-Rémi.

Pierre Elliott Trudeau meurt à Montréal le 28 septembre 2000, à l'âge de 80 ans. Il souffrait notamment du cancer de la prostate et de la maladie de Parkinson,.
Son cercueil est recouvert du drapeau du Canada au long de son périple jusqu'à la Colline du Parlement du 30 septembre au 1er octobre, et le jour suivant à l'hôtel de ville de Montréal. Avant d'être transporté à Montréal, son cercueil est exposé en chapelle ardente dans l'Édifice du Centre afin que le public puisse se recueillir. Le 3 octobre, des funérailles d'État ont lieu à la Basilique Notre-Dame de Montréal en présence de nombreux dignitaires canadiens et étrangers, dont Jimmy Carter et Fidel Castro. Son fils Justin délivre l'éloge funèbre.
Il est inhumé dans la crypte familiale au cimetière de Saint-Rémi.

## Héritage
Le legs de Pierre Elliott Trudeau fait l'objet d'évaluations très différentes, selon les convictions politiques de leurs auteurs. De forts ressentiments subsistent évidemment à son égard surtout au Québec et dans l'Ouest canadien. Dans l'Ouest, on considérait sa politique comme trop favorable envers l'Ontario, le Québec et les nationalistes québécois ; on ne lui a pas non plus pardonné son Programme énergétique national, qu'on accuse d'avoir nuit à l'économie florissante de l'Ouest au début des années 1980.
Au Québec, de nombreux nationalistes québécois désapprouvent fortement l'homme quant à ses politiques d'opposition face au mouvement souverainiste. De même, de nombreux fédéralistes nationalistes (dont Claude Ryan) et souverainistes (dont René Lévesque) désapprouvent la redéfinition de la Confédération de 1867 que mena Trudeau en novembre 1981 avec les provinces anglophones (huit où la part des francophones est égale à moins de 5 % de la population et une – le Nouveau-Brunswick – où environ 30 % de la population est francophone), sans l'accord du gouvernement du Québec.
Le 19 octobre 2015, son fils, Justin Trudeau, est élu premier ministre du Canada à la tête d'un gouvernement libéral majoritaire,.

### Programme énergétique national
En 1980, il donne son accord à la mise en place du Programme énergétique national destiné entre autres à promouvoir l'autosuffisance pétrolière du Canada tout en favorisant des bas prix. Ce programme comprend également la nationalisation des actifs canadiens de cinq entreprises pétrolières dont Gulf, British Petroleum et Fina. L'entreprise, fondée sous le nom de Pétro-Canada, permet au gouvernement d'avoir un pied dans le secteur pétrolier. Pétro-Canada sera en bonne partie privatisée à la fin des années 1990. Ce programme modifie sensiblement le marché du pétrole au Canada et crée des conditions qui défavorisent financièrement l'Ouest canadien, qui profitait des retombées du pétrole, au profit des provinces consommatrices.

### Effet sur le plan international
Concernant la politique internationale, Trudeau laisse la « troisième voie » comme héritage, c'est-à-dire la diversification des partenaires afin d'échapper à l'« impérialisme américain » qui considérait l'ensemble canadien comme le 51e État des États-Unis. Trudeau se rend à Cuba, au grand dam du gouvernement fédéral des États-Unis. Il est le premier dirigeant nord-américain à renouer les relations avec la Chine en 1970, ce qui lui valut le surnom affectueux de « patate supérieure » par les médias chinois (du fait de la ressemblance entre son nom et le mot «patate» en mandarin).
Hommages et distinctions
Après sa mort, Jean Chrétien, devenu premier ministre, fait changer le nom de l'aéroport international de Montréal-Dorval en aéroport international Pierre-Elliott-Trudeau de Montréal en son honneur. Cette décision vexe un grand nombre de Québécois parce que Trudeau avait été fait le promoteur enthousiaste de la construction d'un deuxième aéroport international montréalais mais situé à plus de 40 kilomètres de la ville par voies routières : l'aéroport international Montréal-Mirabel, qui fut un échec retentissant. Sous le gouvernement Trudeau, un grand nombre d'agriculteurs avaient été expropriés pour construire cet aéroport, qui ferma en 2004, faute d'un trafic suffisant. La très grande majorité de ces terres expropriées n'ont jamais même été utilisées, n'étant prévues que pour de gigantesques expansions futures qui n'eurent jamais lieu.
Une rue de Montréal ainsi qu'un parc de Côte-Saint-Luc portent aussi son nom. En Allemagne, une école primaire bilingue doublée d'un collège d'enseignement secondaire bilingue a été baptisée à son nom à Magdebourg (Saxe-Anhalt). À Winnipeg, au Manitoba, a ouvert le Collège Pierre-Elliott-Trudeau, école secondaire d'immersion française. À Gatineau, au Québec, se trouve une école de langue anglaise, la Pierre Elliott Trudeau School. À Ottawa, en Ontario, une école élémentaire catholique porte son nom . À Toronto, il y a une école élémentaire publique francophone Pierre-Elliott-Trudeau.

### Distinctions
- Membre du Conseil privé de la Reine pour le Canada et du Conseil de la Reine
- Compagnon de l'Ordre du Canada
- Membre de l'Ordre des compagnons d'honneur
- Lauréat du prix de la paix de la Fondation Albert-Einstein
- Maître ès arts, Legum Licentiatus et Docteur en droit honoris causa.
- Membre de la Société royale du Canada

## Dans les arts
- Trudeau, série télévisée de 2002 de la CBC diffusée en deux épisodes de 2 heures[37]
- Trudeau II : Maverick in the Making, deuxième série télévisée de 4 heures de la CBC diffusée en 2005 en quatre épisodes[38]
- Pierre Elliott Trudeau – Mémoires, documentaire de 1994 réalisé par Brian McKenna et Pierre Castonguay en cinq épisodes[39]

Il est interprété par quatre comédiens dans les deux séries télévisées : Dany Duval (enfant), Tobie Pelletier (jeune adulte) et Stéphane Demers dans Trudeau II: Maverick in the Making (2005) ainsi que Colm Feore dans Trudeau (2002).

## Résultats électoraux

### Chambre des communes
| Élection          | Circonscription | Parti | Parti   | Voix   | %    | Résultats |
| ----------------- | --------------- | ----- | ------- | ------ | ---- | --------- |
| Fédérales de 1965 | Mont-Royal      |       | Libéral | 28 064 | 55,6 | Élu       |
| Fédérales de 1968 | Mont-Royal      |       | Libéral | 37 402 | 90,8 | Élu       |
| Fédérales de 1972 | Mont-Royal      |       | Libéral | 36 875 | 80,6 | Élu       |
| Fédérales de 1974 | Mont-Royal      |       | Libéral | 32 166 | 75,0 | Élu       |
| Fédérales de 1979 | Mont-Royal      |       | Libéral | 43 202 | 85,2 | Élu       |
| Fédérales de 1980 | Mont-Royal      |       | Libéral | 33 821 | 81,2 | Élu       |

### Archives
Il y a un fonds d'archives Pierre Elliott Trudeau à Bibliothèque et Archives Canada